# Väinö Kokkinen
Väinö Anselmi Kokkinen (* 25. November 1899 in Hollola; † 27. August 1967 in Kouvola) war ein finnischer Ringer.

## Werdegang
Väinö Kokkinen begann in jungen Jahren in dem Verein Lahden Taimi, der zum finnischen Arbeiter-Sportverband TUL gehörte, mit dem Ringen. 1926 wechselte er zum Verein Helsingin Atleettiklubi aus Helsinki und gleichzeitig den Verband. Er gehörte nunmehr zu einem Verein, der dem internationalen Ringerverband angehörte. Väinö Kokkinen war ein außerordentlich erfolgreicher Ringer. Das bekam auch der schwedische Ringerkönig Ivar Johansson zu spüren, der zu Beginn seiner Laufbahn bei internationalen Meisterschaften dreimal gegen Kokkinen verlor. Zwei Olympiasiege waren der Höhepunkt in Kokkinens Laufbahn, die 1936 endete.
Kokkinen kämpfte 1918 im finnischen Bürgerkrieg für die Roten Garden und wurde danach zu drei Jahren Haft verurteilt. Das Urteil wurde jedoch wieder fallengelassen.

## Internationale Erfolge
(OS = Olympische Spiele, EM = Europameister, GR = griechisch-römischer Stil, Mi = Mittelgewicht, HS = Halbschwergewicht, damals bis 79 kg bzw. 87 kg Körpergewicht)
- 1925, 1. Platz, Arbeiter-Olympiade in Frankfurt am Main, GR, Mi;
- 1925, 2. Platz, EM in Mailand, GR, Mi, mit Siegen über Giuseppe Gorletti, Italien, Mario Gruppioni, Italien und einer Niederlage gegen Fritz Bräun, Deutschland;
- 1928, Goldmedaille, OS in Amsterdam, GR, Mi, mit Siegen über František Hala, Tschechoslowakei, Walzer, Argentinien, Dr. László Papp, Ungarn, Ivar Johansson, Schweden und Johannes Jakobsen, Dänemark;
- 1929, 2. Platz, EM in Dortmund, GR, Mi, mit Siegen über Jean Földeák, Deutschland, Viktors Kavals, Lettland, Albert Kusnets, Estland, Ivar Johansson und einer Niederlage gegen József Tunyogi, Ungarn;
- 1929, 1. Platz, Intern. Turnier in Stockholm, GR, Mi, vor Ivar Johansson u. Jozsef Tunyogi;
- 1930, 1. Platz, EM in Stockholm, GR, Mi, mit Siegen über Beránek, Tschechoslowakei, Ivar Johansson und Karl Kullisaar, Estland;
- 1930, 2. Platz, Intern. Turnier in Stockholm, GR, Mi, hinter Ivar Johansson u. vor Portström, bde. Schweden;
- 1931, 2. Platz, EM in Prag, GR, Mi, mit Siegen über Eduard Krämer, Deutschland, Glušac, Jugoslawien, Josef Přibyl, Tschechoslowakei, Viktors Kavals und einer Niederlage gegen Ivar Johansson;
- 1931, 1. Platz, Intern. Turnier in Göteborg, GR, Mi, vor Ivar Johansson u. Knut Fridell, bde. Schweden;
- 1931, 2. Platz, Intern. Turnier in Malmö, GR, Mi, hinter Ivar Johansson u. vor Johan Friis, bde. Schweden;
- 1931, 2. Platz, Intern. Turnier in Helsinki, GR, Mi, hinter Ivar Johansson u. vor Mikko Nordling, Finnland;
- 1932, 1. Platz, Intern. Turnier in Helsinki, GR, Mi, vor Fritz Bräun, Deutschland u. Edvard Westerlund, Finnland;
- 1932, Goldmedaille, OS in Los Angeles, GR, Mi, mit Siegen über Émile Poilvé, Frankreich, Jean Földeák und Axel Cadier, Schweden;
- 1933, 2. Platz, EM in Helsinki, GR, HS, mit Siegen über Rudolf Svensson, Schweden und einer Niederlage gegen Olaf Luiga, Estland;
- 1934, 7. Platz, EM In Rom, GR, HS, nach Sieg über Rovedo, Italien und Niederlage gegen Erich Siebert, Deutschland, Aufgabe wegen Verletzung;
- 1936, 4. Platz, OS in Berlin, GR, Mi, mit Siegen über Voldemar Mägi, Estland, Fredrikssen, Dänemark, Francisc Cocoș, Rumänien und Niederlagen gegen Ercole Gallegati, Italien und Ivar Johansson.

## Erfolge bei finnischen Meisterschaften
Kokkinen wurde 1924 und 1925 Meister und 1922 Vizemeister des Verbandes TUL im Mittelgewicht und finnischer Meister 1926, 1929, 1930, 1931, 1932 jeweils im Mittelgewicht, griechisch-römischer Stil und 1934 im Halbschwergewicht. 1936 wurde er Vizemeister im Mittelgewicht.
TUL-Meisterschaften:
- 1922, 2. Platz, GR, bis 75 kg, hinter Onni Pellinen und vor Evert Salonen
- 1924, 1. Platz, GR, bis 75 kg, vor Väinö Kajander und K. Aaltonen
- 1925, 1. Platz, GR, bis 75 kg, vor Vihtori Liljeqvist und Evert Salonen

Nationale Meisterschaften:
- 1926, 1. Platz, GR, bis 75 kg, vor Edvard Vesterlund und F. Saarinen
- 1929, 1. Platz, GR, bis 75 kg, vor Eero Salo und Jaska Filppula
- 1930, 1. Platz, GR, bis 79 kg, vor Edvard Vesterlund und Jaska Filppula
- 1931, 1. Platz, GR, bis 79 kg, vor Mikko Nordling und Edvard Vesterlund
- 1932, 1. Platz, GR, bis 79 kg, vor Edvard Vesterlund und Eelis Vecksten
- 1934, 1. Platz, GR, bis 87 kg, vor Edil Rosenqvist und Edvard Vesterlund
- 1936, 2. Platz, GR, bis 79 kg, hinter Arvi Pikkusaari und vor Viljo Lappalainen